# Brňany
Brňany (deutsch Brnian, Birnian) ist eine Gemeinde in Tschechien. Sie liegt sieben Kilometer südlich von Litoměřice an der Eger und gehört zum Okres Litoměřice.

## Geographie
Das Dorf befindet sich nördlich der Böhmischen Tafel am linken Ufer der Eger.
Nachbarorte sind Bohušovice nad Ohří im Norden, Hrdly im Nordosten, Dolánky nad Ohří im Osten, Doksany im Südosten, Brozany nad Ohří im Süden, Rochov im Südwesten, Keblice im Westen sowie Nové Kopisty im Nordwesten.

## Geschichte
Erstmals urkundlich erwähnt wurde Bernan im Jahr 1057 bei der Gründung des Kollegiatstiftes St. Stefan in Litoměřice durch Herzog Spytihněv II. 1226 stiftete Ottokar I. Přemysl die Dörfer Bernnen und Pelesch dem Kloster Doksany. Während der Hussitenkriege erlosch die Klosterherrschaft und 1436 kaufte die Stadt Litoměřice den Ort.
1461 wurde Brňany beim Egerhochwasser überflutet und das südliche Nachbardorf Pelesch durch die Fluten weggerissen. 1501 überschwemmte die Eger erneut das ganze Dorf. 1551 erwarb das Kloster Doksany das Dorf Brňany zurück. Im Dreißigjährigen Kriege wurde der Ort teilweise niedergebrannt.
Im Zuge der Josephinischen Reformen fiel Brňany 1782 an den Religionsfonds und wurde vom k.k. Oberst Jakob Wimmer erworben, der am bei der nahegelegenen Festung Theresienstadt mitwirkte. Wimmer ließ sich an der Eger ein Schloss errichten.
1804 erwarben die Freiherren Lexa von Aehrenthal den Ort. 1830 lebten 238 Menschen im Dorf. Nach der Aufhebung der Patrimonialherrschaften wurde Brňany 1848 zur selbstständigen Gemeinde. 1880 hatte sich die Einwohnerzahl auf 400 erhöht; die Einwohner gehörten fast alle zur tschechischen Volksgruppe. Das Schloss blieb bis 1918 im Besitz der Lexa von Aehrenthal. Schulort war bis zur Errichtung der eigenen Dorfschule im Jahr 1924 das benachbarte Bauschowitz. 1948 wurde das Schloss verstaatlicht. Um 1950 wuchs die Zahl der Bewohner bis auf 550 an.

## Ortsgliederung
Für die Gemeinde Brňany sind keine Ortsteile ausgewiesen.

## Sehenswürdigkeiten
- Schloss Brňany
- Kapelle der Schmerzhaften Jungfrau Maria und des Heiligen Johannes von Nepomuk, errichtet 1729

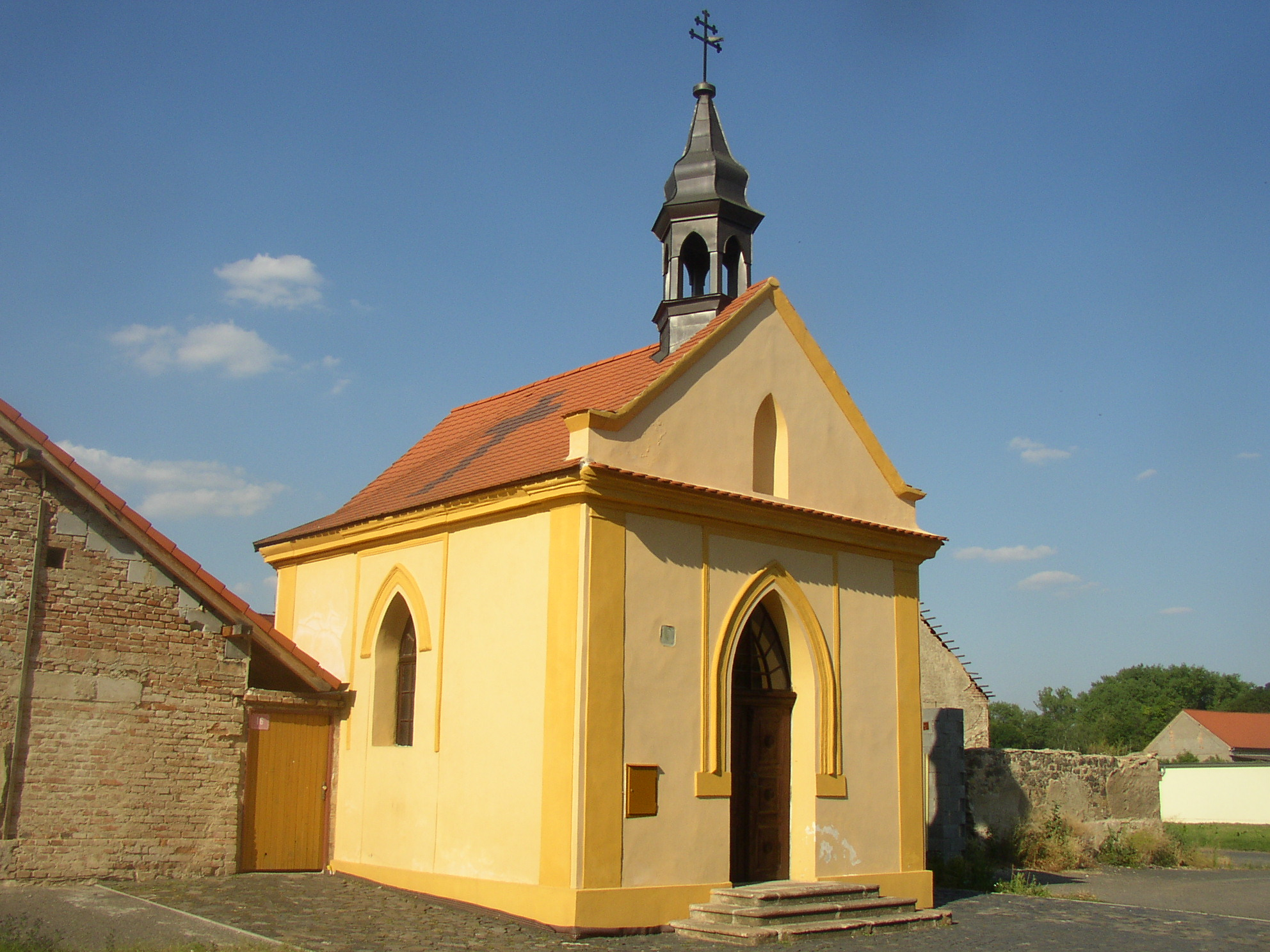
Kapelle in Brňany

## Söhne und Töchter der Gemeinde
- Josef Malinský (1752–1827), Bildhauer und Schnitzer